# Saint-Didier-sous-Aubenas
 Saint-Didier-sous-Aubenas  là một xã ở tỉnh Ardèche, vùng Auvergne-Rhône-Alpes ở đông nam nước Pháp.